# Laurent Chalet
Pour les articles homonymes, voir Chalet (homonymie).
Laurent Chalet est un directeur de la photographie français, né le 12 décembre 1969 à Limoges.

## Biographie
Laurent Chalet, membre de l'Association française des directeurs de la photographie cinématographique, a acquis son expérience professionnelle tant sur les tournages de fiction que sur les documentaires. Il a ainsi signé l'image de nombreux documentaires diffusés sur les chaînes françaises Canal+, Arte ou France Télévision.
Il s'est notamment distingué en 2005 en cosignant avec Jérôme Maison la photographie du film La Marche de l'empereur, succès mondial couronné d'un Oscar en 2006. Pour ce film, Laurent Chalet a été nommé aux British Academy Film Awards (BAFTA).

## Filmographie
- 2004 : Des manchots et des hommes de Luc Jacquet et Jérôme Maison
- 2005 : La Marche de l'empereur de Luc Jacquet
- 2012 : Un enfant de toi de Jacques Doillon
- 2013 : Mes séances de lutte de Jacques Doillon